# یواس‌اس مایلز سی فاکس (دی‌دی-۸۲۹)
یواس‌اس مایلز سی فاکس (دی‌دی-۸۲۹) (به انگلیسی: USS Myles C. Fox (DD-829)) یک کشتی بود که طول آن ۳۹۰ فوت ۶ اینچ (۱۱۹٫۰۲ متر) بود. این کشتی در سال ۱۹۴۵ ساخته شد.